# Leftéris Christofórou
Leftéris Christofórou (en grec : Λευτέρης Χριστοφόρου) né le 31 août 1963 à Famagouste, est un homme politique chypriote, membre du Rassemblement démocrate.

## Biographie
Il devient député européen le 3 novembre 2014, en remplacement de Chrístos Stylianídis. Il est réélu aux élections européennes de 2019.
En 2022 il est nommé le 2 novembre 2022 à la Cour des comptes européenne et quitte le parlement européen le 1er novembre,.